# Maʻa Nonu
Maʻa Nonu (ur. 21 maja 1982 w Wellington) – nowozelandzki rugbysta samoańskiego pochodzenia, grający na pozycji środkowego ataku, reprezentant kraju. Zdobywca Pucharu Świata w Rugby w 2011 i triumfator IRB Sevens World Series w sezonie 2003/2004.

## Kariera klubowa
Grać w rugby zaczął w wieku czterech lat w Oriental Rongotai RFC, w którym grali również jego ojciec i starsi bracia, i po ukończeniu Rongotai College, gdzie występował w pierwszej drużynie, powrócił do gry w tym klubie. W jego barwach sporadycznie występuje przez całą karierę, gdy pozwalają mu na to jego profesjonalne zobowiązania.
W 2002 roku zadebiutował w drużynie Wellington Lions w krajowych rozgrywkach National Provincial Championship, natomiast w następnym sezonie znalazł się również w składzie Hurricanes reprezentującego tę prowincję w Super 12. Swój pierwszy występ zanotował w inauguracyjnej rundzie rozgrywek w meczu przeciwko obrońcom tytułu – Crusaders, zaliczając przyłożenie i powtórzył ten wyczyn również w kolejnym meczu. W obydwu klubach rywalizował o miejsce w składzie z takimi zawodnikami jak Conrad Smith i Tana Umaga, do którego był często porównywany. Powodowało to częste zmiany pozycji zawodnika, który grał zarówno jako skrzydłowy, jak i na obydwu pozycjach środkowego ataku. W 2005 roku na siedem meczów został kapitanem Wellington, a w 2006 roku był w składzie, który doprowadził Hurricanes do jedynego w historii klubu finału Super 14. Mecz, ironicznie nazwany Goryle we mgle, rozegrany został w trudnych warunkach atmosferycznych, a górą z niego wyszli gracze Crusaders.
Podczas dziesięciu lat gry w Wellington jego drużyna sześciokrotnie gościła w finale NPC – w latach 2003-2009 opuszczając tylko finał z 2005 – nie wygrywając jednak żadnego z tych pojedynków. Dodatkowo 20 września 2008 roku zdobyła pierwszy raz od dwudziestu sześciu lat Ranfurly Shield wygrywając mecz z Auckland, w kolejnym roku tracąc to trofeum na rzecz Canterbury.
W sezonie 2009 Super 14 znalazł się na czele listy zawodników z największą ilością przyłożeń, a w marcu 2011 jako trzeci w historii gracz Hurricanes przekroczył barierę stu meczów rozegranych dla tej drużyny. W czerwcu 2011 szefostwo Hurricanes ogłosiło, że nie przedłuży umowy z zawodnikiem na kolejny sezon. Łączony był z przejściem do Chiefs, jednak na początku lipca Nonu podpisał dwuletni kontrakt z drużyną Blues z Auckland, zawierający klauzulę pozwalającą zawodnikowi na kilkumiesięczne występy w japońskim klubie Ricoh Black Rams. Pod koniec 2011 roku oficjalnie ogłoszono, że mimo odejścia z Hurricanes gracz pozostanie związany z podlegającym im klubem Wellington Lions. W Japonii Nonu opuściwszy tylko jeden mecz wystąpił w dwunastu spotkaniach swojej drużyny zdobywając sześć przyłożeń, zespół natomiast zajął miejsce w środku ligowej tabeli i odpadł w eliminacjach do All-Japan Rugby Football Championship 2011/2012.
Dla Blues Nonu zadebiutował w trzeciej kolejce sezonu 2012, jednak podobnie jak rok wcześniej zarówno drużyna, jak i zawodnik, nie zachwycali formą. Postanowił zatem zmienić zespół, aktywując opcję odejścia po jednym sezonie, i związał się z Highlanders. W Highlanders zaliczył kolejny sezon słabych występów podkreślonych kontuzjami oraz żółtymi i czerwonymi kartkami, zyskał też opinię gracza kontrowersyjnego, dzielącego drużynę. Strony nie uzgodniły też przedłużenia umowy, następnie okazało się, że żaden z nowozelandzkich zespołów Super Rugby nie był zainteresowany zawodnikiem. Kilkumiesięczna epopeja, podczas której pojawiały się oferty z zagranicy, zakończyła się, gdy w październiku ogłoszono, iż Nonu powróci do Blues podpisawszy dwuletnią umowę. Jego pierwszy występ w sezonie 2014 był odkładany z uwagi na rehabilitację po operacji kostki. Na boisku pojawił się dopiero w połowie marca, wkrótce jednak błysnął formą znaną z reprezentacji. Odejście trenera Marka Hammetta otworzyło zawodnikowi powrót do zespołu Hurricanes, podpisał zatem umowę na występy w sezonie 2015. Jego usługami już po tym terminie były zainteresowane kluby z Anglii, Francji i Japonii, a w grudniu 2014 roku ogłoszono, iż od sezonu 2015/2016 Nonu zasili szeregi RC Toulonnais.

## Kariera reprezentacyjna
W kadrze narodowej zadebiutował przegranym meczem z Anglią 14 czerwca 2003 roku. Nie znalazł się w składzie na Puchar Trzech Narodów 2003, ale w tym samym roku został powołany na Puchar Świata rozgrywany w Australii. Zagrał tam w trzech meczach, przeciwko reprezentacjom Włoch, Tonga i Kanady, w meczu z tą ostatnią zdobywając swoje pierwsze w karierze międzynarodowej przyłożenie. Nie został już wytypowany do gry w fazie pucharowej, natomiast z drużyną rugby siedmioosobowego wygrał IRB Sevens World Series w sezonie 2003/2004.
Słabsza forma w Super 12 ponownie spowodowała brak powołania Nonu do reprezentacji na Puchar Trzech Narodów 2004, jednak dobre występy w NPC zaowocowały występami z ławki rezerwowych podczas wygranych listopadowych meczów Nowozelandczyków w Europie. Podobnie w 2005 roku – mimo iż pominięty w składzie na Puchar Trzech Narodów, był częścią drużyny, która w listopadzie zdobyła pierwszy od 1978 roku, a drugi w historii All Blacks, Wielki Szlem po zwycięstwach nad czterema reprezentacjami z Wysp Brytyjskich wychodząc na boisko w trzech z tych meczów. Dodatkowo w trakcie tournée British and Irish Lions po Nowej Zelandii zagrał przeciw nim w dwóch meczach – jako reprezentant Wellington i All Blacks.
W 2006 roku konieczność przeprowadzenia operacji po kontuzji kciuka wykluczyła go z występów w reprezentacji w pierwszej połowie sezonu, zagrał jednak we wszystkich meczach listopadowej wyprawy kadry narodowej do Europy.
Rok 2007 przyniósł, przy wysokiej formie graczy formacji ataku, odsunięcie Nonu od pierwszej reprezentacji, bez szans na grę w Pucharze Świata. Kontuzje podstawowych zawodników spowodowały jego powrót do drużyny narodowej jedynie na dwa mecze z Francją, następnie dołączył do Junior All Blacks na dwa ostatnie mecze w zwycięskiej kampanii w Pucharze Narodów Pacyfiku, w obu z nich zdobywając po przyłożeniu. Rozczarowanie skłoniło go jednak do rozważań nad przejściem do rugby league.
W kolejnych latach stał się podstawowym środkowym All Blacks – nie wystąpił tylko w 7 z 55 meczów rozegranych w latach 2008-2011 przez nowozelandzką reprezentację – jedyna dłuższa nieobecność była spowodowana kontuzją. Lata 2008 i 2010 zaowocowały wygranymi w Pucharze Trzech Narodów oraz zdobyciem kolejnych dwóch Wielkich Szlemów w meczach na północnej półkuli. Ponadto Nonu, wspólnie z czterema innymi zawodnikami, zaliczył najwięcej przyłożeń w Pucharze Trzech Narodów 2011, a Nowa Zelandia przez te cztery lata utrzymała Bledisloe Cup.
Powołany na Puchar Świata w Rugby w 2011 zawodnik zagrał w sześciu z siedmiu meczów swojej drużyny zdobywając trzy przyłożenia. Jego drużyna pokonała zaś w finale reprezentację Francji 9-8 po dwudziestu czterech latach odzyskując to trofeum. Otrzymał również nominację do nagrody dla najlepszego zawodnika roku 2011 według IRB.
Z uwagi na konkurencję ze strony Sonny Billa Williamsa i słabszą formę w sezonie ligowym został pominięty w składach na testmecze w czerwcu 2012 roku, były to jednak trzy z sześciu opuszczonych w latach 2012–2013 spotkań. W pozostałych dwudziestu dwóch wychodził na boisko w podstawowym składzie, a Nowozelandczycy w tym czasie wygrali obie edycje The Rugby Championship oraz w drugim z nich jako pierwsza drużyna w epoce profesjonalnego rugby nie odnieśli porażki w roku kalendarzowym. Aktywnie przyczynił się do triumfu w trzymeczowej serii z Anglikami w czerwcu 2014 roku, wziął następnie udział w pierwszej połowie zwycięskiego The Rugby Championship 2014, z pozostałych spotkań w sezonie wyeliminowała go bowiem złamana w meczu ze Springboks ręka.